# 雙背鰭脂鱨
雙背鰭脂鱨，為輻鰭魚綱鯰形目脂鱨科的其中一種，為熱帶淡水魚，分布於非洲索馬利亞Juba河流域，體長可達22.5公分，棲息在底層水域，生活習性不明。